# Бонні Мілінґ
Бонні Мілінґ (англ. Bonnie Mealing, 28 липня 1912 — 1 січня 2002) — австралійська плавчиня.
Призерка Олімпійських Ігор 1932 року, учасниця 1928 року.